# Ekološka sukcesija
Sukcesija je v ekologiji usmerjeno spreminjanje združbe organizmov v času na nekem prostoru, ki jo povzroča vpliv rastlinstva na okolje. Je usmerjen proces, ki vodi iz združbe z malo medvrstnimi povezavami v kompleksno združbo, kakršna je značilna za neko okolje - t. i. »klimaksno« združbo, ki se ob stabilnih razmerah spreminja samo še ciklično in v manjši meri. Ločimo primarno in sekundarno sukcesijo: do primarne sukcesije pride na popolnoma sterilnih območjih, kakršni so novonastali ognjeniški otoki, območja, ki jih je prekrila magma po izbruhu ognjenika, ali ozemlju, razkritem po umiku ledenika. Mnogo pogostejša je sekundarna, ki se prične po motnji, kakršna je požar, ki odstrani rastlinstvo s prizadetega območja.
V obeh primerih je začetna kolonizacija bliskovita, ko veter in živali zanesejo na očiščeno območje semena rastlin. Sprva so okoljske razmere ostre - vladata suša in pomanjkanje hranilnih snovi, močna je tudi erozija. Preživijo jih le redke vrste rastlin, ki jim pravimo pionirske. Sčasoma te rastline spremenijo ekološke razmere, kar omogoči naselitev novih, občutljivejših vrst organizmov. Kasnejše stopnje sukcesije vodi predvsem tekmovanje za prostor in svetlobo, pri čemer so pionirske vrste manj uspešne.
Sukcesijo lahko umetno sproži tudi človek, na primer z izsekavanjem gozdov. V območjih zmernega podnebnega pasu, kakršno je večji del Slovenije, je klimaksna združba pragozd. Večino travnikov (z izjemo visokogorskih travnikov nad gozdno mejo, močvirnih travnikov ipd.) umetno vzdržuje človek z obdelovanjem. Če obdelovanje opusti, jih kmalu zarastejo grmičaste trajnice, katerim sledijo drevesne vrste in sčasoma se na območje vrne gozd. Ta proces je potrebno upoštevati tudi pri okoljevarstvenih posegih - če se na primer zaščiti kulturna krajina s travniki in mejicami ter se prepovejo vsakršni posegi v zavarovano območje, se bo območje kmalu zaraslo in bo izginil sam predmet zaščite.